# Lisa Thornhill
Lisa Thornhill (Hardinsburg, 30 de setembro de 1966) é uma atriz americana.